# Maik Walpurgis
Maik Walpurgis (ur. 9 października 1973 w Herford) – niemiecki trener piłkarski.

## Kariera
Walpurgis karierę trenera rozpoczął w SC Herford. Następnie prowadził zespół FC Gütersloh U-19 oraz SV Enger-Westerenger, a w 2002 roku został trenerem pierwszej drużyny Gütersloh, grającej w Oberlidze. Po sezonie 2002/2003 odszedł do rezerw Arminii Bielefeld, również występujących w Oberlidze.
W sezonie 2003/2004 awansował z nimi do Regionalligi. Arminię II trenował do stycznia 2005.
W latach 2008–2013 Walpurgis prowadził Sportfreunde Lotte (Regionalliga), a w latach 2013–2015 VfL Osnabrück (3. Liga). W listopadzie 2016 Walpurgis objął stanowisko szkoleniowca klubu Bundesligi – FC Ingolstadt 04. W Bundeslidze zadebiutował 19 listopada 2016 w wygranym 1:0 meczu z SV Darmstadt 98. W sezonie 2016/2017 zajął z klubem 17. miejsce w lidze i spadł z nim do 2. Bundesligi.